# Mauritz Eriksson
Mauritz Eriksson (Stoccolma, 18 dicembre 1888 – Stoccolma, 14 febbraio 1947) è stato un tiratore a segno svedese.

## Palmarès

### Olimpiadi
- 5 medaglie:
  - 1 oro (Stoccolma 1912 nella carabina libera a squadre)
  - 1 argento (Anversa 1920 nella carabina militare a terra 600m individuale)
  - 3 bronzi (Stoccolma 1912 nella carabina militare a squadre; Anversa 1920 nella carabina in piedi 300m a squadre; Anversa 1920 nella carabina militare a terra 600m a squadre)